# Char (Einheit)
Der Char war ein altes schweizerisches Flüssigkeitsmass und galt im Kanton Genf und im Kanton Waadt. Das Mass hatte einige Unterschiede in den Kantonen, war aber im Begriff dem Fuder gleich. Der Char war besonders im Weinhandel verbreitet.

## Kanton Genf
- 1 Char = 12 Setiers/Eimer = 576 Pots/Mass = 288 Quarterons  = 32,667 ¼ Pariser Kubikzoll = 647 ⅓ Litre[1]
- Belegte Abweichung[1]: 1 Char = 27,648 Pariser Kubikzoll = 548 Litre

- 2 Pots = 1 Quarteron = 113 3/7 Pariser Kubikzoll[2]
- 1 Pot = 56,7 Pariser Kubikzoll = 1 1/9 Litre
- 1 Quarteron = 96 Pariser Kubikzoll = 1,904 Liter[3]
- 1 Setier = 54 Liter[4]
- 1 Quarteron  = 2,25 Liter[4]

## Kanton Waadt
Gesetzlich wurde das Maß am 27. Mai 1822 festgelegt und am 1. Januar 1823 im Kanton Waadt eingeführt.
- 1 Char = 18 Setiers = 864 Pots = 432 Quarterons  = 43,401 Pariser Kubikzoll = 860 Litre[1] (=860,908 Litre[6])
- Belegte Abweichung[1]: 1 Char = 400 Pots = 23,444 Pariser Kubikzoll = 465 Litre

- 1 Pot = 1,35 Liter[7]
- 1 Char = 16 Setiers = 480 Pots[8]
- 1 Char = 16 Setiers/Eimer = 48 Brocs/Stützen = 480 Pots/Maß = 4800 Verres/Gläser = 648 Liter[9]